# Copa do Mundo de Hóquei de Sala
A Copa do Mundo de Hóquei de Sala é uma competição internacional de hóquei de sala organizada pela Federação Internacional de Hóquei (FIH). O torneio foi realizado pela primeira vez em 2003 em Leipzig, na Alemanha e é realizado a cada quatro anos. A competição é disputada por doze equipes nacionais dividias em dois grupos, oito equipes se classificam para a fase final.

## Edições
| 2003 Detalhes | Leipzig, Alemanha | Alemanha      | 7–1           | Polónia  | França   | 8–6  | Suíça     |
| 2007 Detalhes | Viena, Áustria    | Alemanha      | 4–1           | Polónia  | Espanha  | 3–1  | Chéquia   |
| 2011 Detalhes | Poznań, Polónia   | Alemanha      | 3–2 (ET)      | Polónia  | Áustria  | 5–0  | Rússia    |
| 2015 Detalhes | Leipzig, Alemanha | Países Baixos | 3–2           | Áustria  | Alemanha | 13–2 | Irão      |
| 2018 Detalhes | Berlin, Alemanha  | Áustria       | 3–3 (3–2 pso) | Alemanha | Irão     | 5–0  | Austrália |
| 2021 Detalhes | Liège, Bélgica    |               |               |          |          |      |           |

### Performance por nação
| Equipe        | Títulos              | Vices                | Terceiros | Quartos  |
| ------------- | -------------------- | -------------------- | --------- | -------- |
| Alemanha      | 3 (2003, 2007, 2011) | 1 (2018)             | 1 (2015)  |          |
| Áustria       | 1 (2018)             | 1 (2015)             | 1 (2011)  |          |
| Países Baixos | 1 (2015)             |                      |           |          |
| Polónia       |                      | 3 (2003, 2007, 2011) |           |          |
| Irão          |                      |                      | 1 (2018)  | 1 (2015) |
| França        |                      |                      | 1 (2003)  |          |
| Espanha       |                      |                      | 1 (2007)  |          |
| Suíça         |                      |                      |           | 1 (2003) |
| Chéquia       |                      |                      |           | 1 (2007) |
| Rússia        |                      |                      |           | 1 (2011) |
| Austrália     |                      |                      |           | 1 (2018) |